# 乙醯乙酸酯合成
乙醯乙酸酯合成（英語：Acetoacetic ester synthesis）是一種化學反應。乙醯乙酸酯2個羧基的α-碳烷基化，生成取代的乙醯乙酸酯，然後可以發生兩種反應。一是在稀鹼溶液中水解，再酸化，生成取代乙醯乙酸，稍加熱脫羧生成α-取代丙酮（酮式分解）；二是在濃鹼溶液中水解，生成α-取代乙酸（酸式分解）。此反應非常類似于丙二酸酯合成。

## 機理
強鹼使雙羰基α-碳去質子化。反應偏好此碳而非甲基碳的原因是形成的烯醇為共軛，且因此能夠發生共振得到穩定。此碳接著進行親核取代。新烷基化形成的酯與酸性水溶液共熱時會水解為β-酮酸，再經脫羧反應則形成甲基酮。